# Acanthetaxalus bostrychoides
Acanthetaxalus bostrychoides – gatunek chrząszcza z rodziny kózkowatych i podrodziny zgrzypikowych. Jedyny przedstawiciel rodzaju Acanthetaxalus.

## Zasięg występowania
Gatunek ten występuje na Borneo.